# 聖エメラム修道院

聖エメラム修道院の紋章

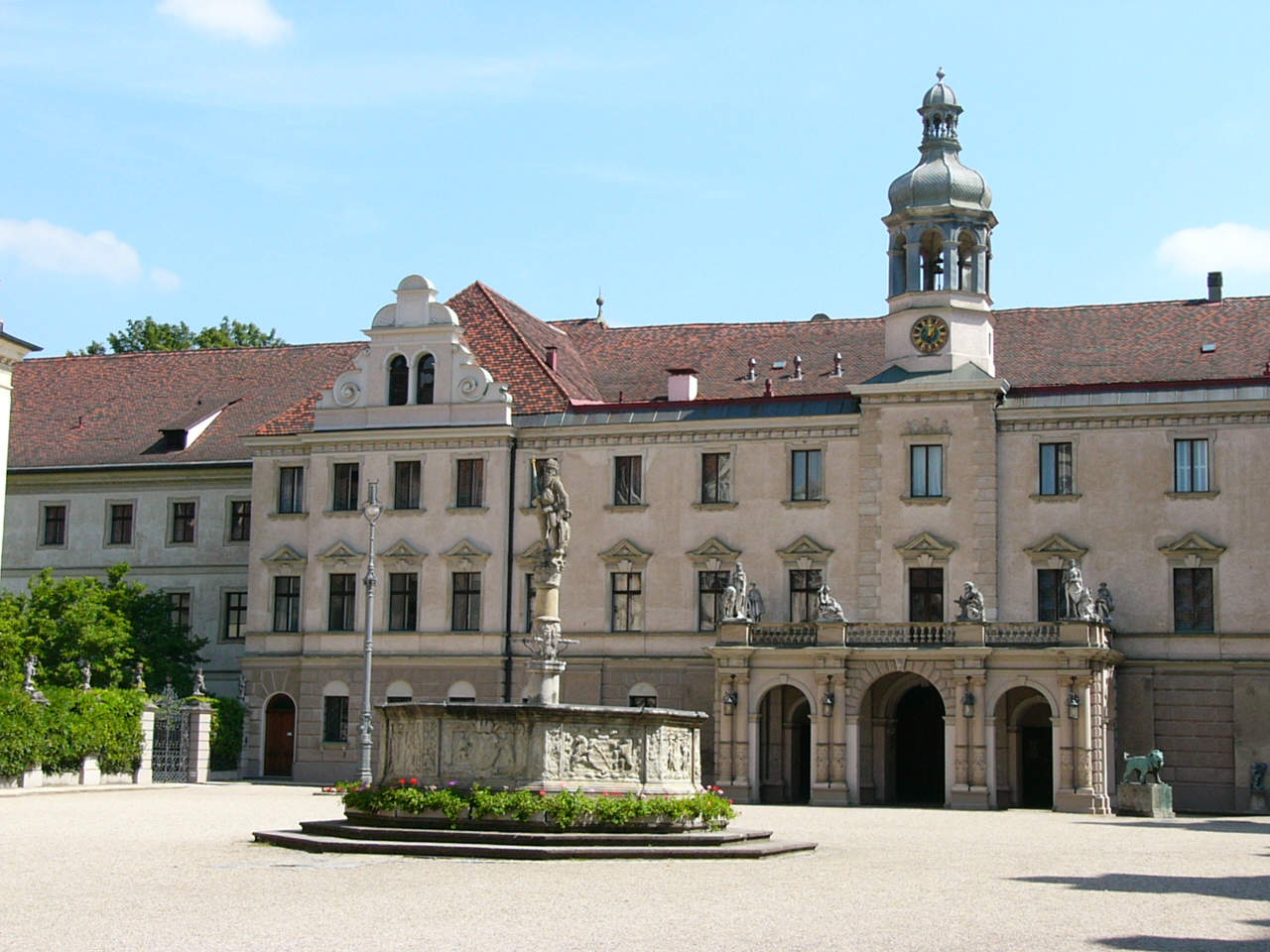
現在のトゥルン・ウント・タクシス家の邸宅

聖エメラム修道院 （Kloster Sankt Emmeram）は、かつてレーゲンスブルクにあったベネディクト派修道院である。739年ごろに創建され、1803年に世俗化された。領主のトゥルン・ウント・タクシス侯爵家によりエメラム宮殿に改装された。2018年現在、宮殿の他に聖エメラム教会と聖ルペルト教会がある。